# Ґолаше-Домб
Ґолаше-Домб (пол. Gołasze-Dąb) — село в Польщі, у гміні Кулеше-Косьцельне Високомазовецького повіту Підляського воєводства.
Населення — 150 осіб (2011).
У 1975-1998 роках село належало до Ломжинського воєводства.

## Демографія
Демографічна структура станом на 31 березня 2011 року:
|          | Загалом | Допрацездатний вік | Працездатний вік | Постпрацездатний вік |
| -------- | ------- | ------------------ | ---------------- | -------------------- |
| Чоловіки | 73      | 11                 | 45               | 17                   |
| Жінки    | 77      | 16                 | 40               | 21                   |
| Разом    | 150     | 27                 | 85               | 38                   |